# Rodrigue Nordin
Rodrigue Nordin (* 22. März 1971 in Saint-Denis) ist ein ehemaliger französischer Leichtathlet, der sich auf den Sprint spezialisiert hat. Seinen größten Erfolg feierte er mit dem Gewinn über 4-mal 400 Meter bei den Hallenweltmeisterschaften 1997 in Paris.

## Sportliche Laufbahn
Erste internationale Erfahrungen sammelte Rodrigue Nordin vermutlich im Jahr 1990, als er bei den Juniorenweltmeisterschaften in Plowdiw mit der französischen 4-mal-400-Meter-Staffel mit 3:11,11 min im Vorlauf ausschied. 1997 startete er mit der Staffel bei den Hallenweltmeisterschaften in Paris und gewann dort in 3:09,68 min gemeinsam mit Pierre-Marie Hilaire, Loïc Lerouge und Fred Mango die Bronzemedaille hinter den Teams aus den Vereinigten Staaten und Jamaika. Im Juni sicherte er sich dann bei den Mittelmeerspielen in Bari in 3:02,84 min die Silbermedaille hinter dem algerischen Team. Im Jahr darauf belegte er bei den Europameisterschaften in Budapest in 20,83 s den fünften Platz im 200-Meter-Lauf und verhalf der 4-mal-100-Meter-Staffel zum Finaleinzug und trug damit zum Gewinn der Silbermedaille des französischen Teams bei. 2000 bestritt er seine letzte Wettkampfsaison und beendete daraufhin seine aktive sportliche Karriere im Alter von 29 Jahren.

## Persönliche Bestleistungen
- 100 Meter: 10,35 s (+1,7 m/s), 4. Juli 1998 in Dijon
  - 60 Meter (Halle): 6,68 s, 23. Februar 1999 in Eaubonne
- 200 Meter: 20,49 s (+1,7 m/s), 16. August 1998 in La Chaux-de-Fonds
  - 200 Meter (Halle): 21,03 s, 18. Februar 2000 in Liévin
- 400 Meter: 45,96 s, 24. August 1997 in La Chaux-de-Fonds
  - 400 Meter (Halle): 47,91 s, 1. Februar 1997 in Eaubonne